# Le Figaro
Le Figaro és un dels grans diaris francesos. Aquest diari és el més antic de França que encara està en circulació. Normalment és considerat com el diari de l'Académie Française. La seva línia editorial és considerada com a conservadora i propera a la Unió per un Moviment Popular (membre del Partit Popular Europeu). El seu president és l'industrial i polític Serge Dassault.

## Web
- web oficial